# Річард Чарльсворт (плавець)
Річард Чарльсворт (англ. Richard Charlesworth, 26 жовтня 1988) — британський плавець.
Учасник Олімпійських Ігор 2008 року.